# 四国機器
四国機器株式会社（しこくきき、登記上の商号：四國機器株式会社）は、香川県高松市に本社を置く、工業機械等を扱う販売会社である。

## 概要
四国地方4県を営業範囲とし、三菱ふそうトラック・バスが製造するトラック・バス車両の新車・中古車、キャタピラージャパンの建設機械、フォークリフト、各工業用エンジン、ソーラー発電システム、エコキュート、コンピュータシステムなどの販売を行っている。なお契約上、三菱ふそうトラック・バスおよび三菱ロジスネクストの事業は香川・徳島両県のみ、キャタピラージャパンの事業は香川県および愛媛県新居浜エリアのみで展開している。

## 沿革
- 1949年2月 - 設立。

## 主要拠点
- 本社 - 香川県高松市観光通2-2-15
- 徳島支店 - 徳島県鳴門市大津町矢倉字中ノ越16
- 愛媛支店 - 愛媛県今治市富田新港1丁目2-1
- 高知支店 - 高知県高知市本町5丁目6-39

## 関連会社
- 愛媛プラスチック造船

## その他
自動車部門に関しては他社も出資している関係などから、「三菱ふそうトラック・バス ○○ふそう」と言った広域統合の対象とはならずに香川・徳島両県で引き続きディーラー事業を行っていたが、2021年に四国機器のふそうディーラー事業と三菱ふそうトラック・バス本体が統括する西四国ふそうを統合し、四国4県を販売エリアとする「四国ふそう（仮称）」を四国機器95%、三菱ふそうトラック・バス5%の出資比率で設立、同年10月1日に事業を開始する予定としていた。結局、同年10月1日付で四国三菱ふそう販売株式会社が設立されている。

## 四国地方の他の三菱ふそうディーラー
- 三菱ふそうトラック・バス 西四国ふそう（愛媛県・高知県を管轄）